# Elvenesbron
Elvenesbron är en hängbro över Pasvikälven vid Elvenes i Finnmark fylke i norra Norge. Den var tills 2017 del av Europaväg 105.
Den första Elvenäsbron invigdes 1925 och var en hängbro med en 2,6 meter bred körbana och med ett 107 meter långt spann. Efter Tysklands ockupation av Norge 1940 byggdes en extra bro vid sidan om för att underlätta trupptransporter mot fronten mot Sovjetunionen längre österut. Vid tyskarnas reträtt hösten 1944 sprängdes bägge broarna.
Den röda armén byggde provisoriska broar både vid Elvenes och vid Strømmen på nuvarande Europaväg 6 väster om Kirkenes. Pontonbron vid Elvenes var i bruk fram till 1950, då en ny permanent hängbro öppnades. Denna bro tål upp till tio tons axeltryck. Den är ganska smal och medger nätt och jämnt möte för två personbilar men inte två lastbilar.
I september 2017 invigdes en ny och större bro strax norr om den befintliga bron. Denna har fått namnet Bøkfjordsbron. Europaväg 105 går efter det över den.

## Bilder

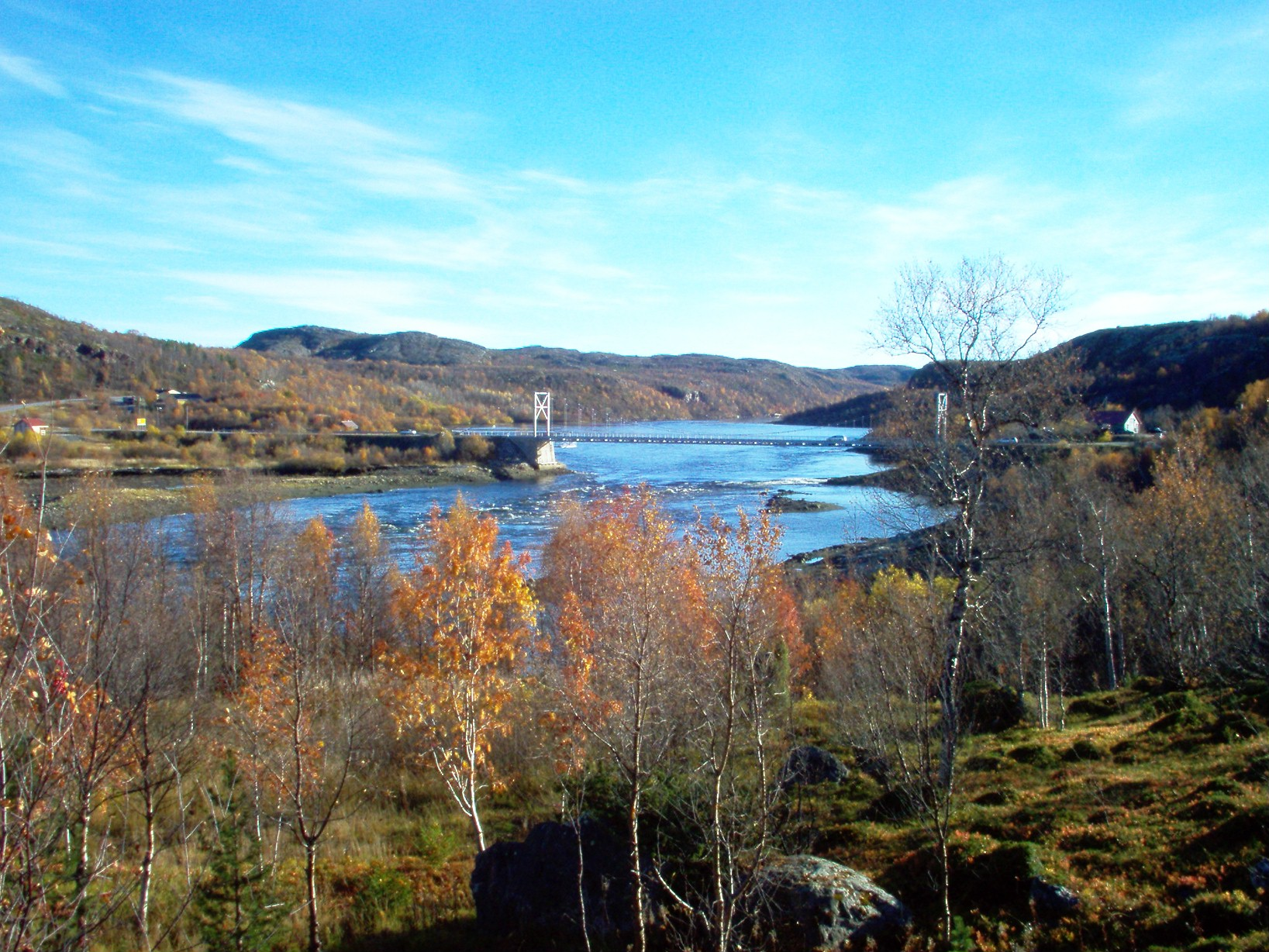
Elvenesbron.
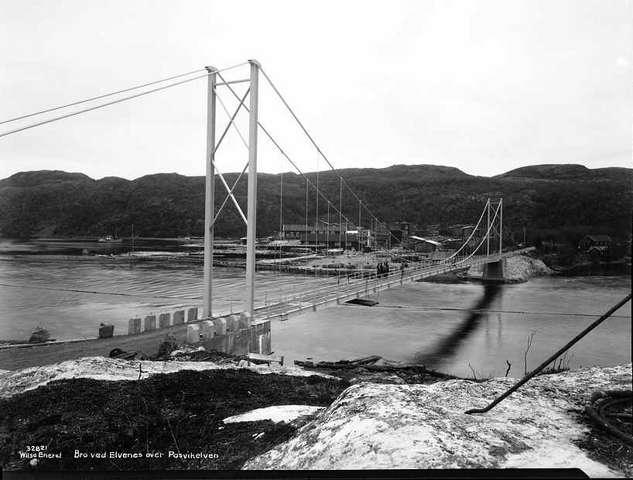
Den gamla Elvenesbron, 1928.
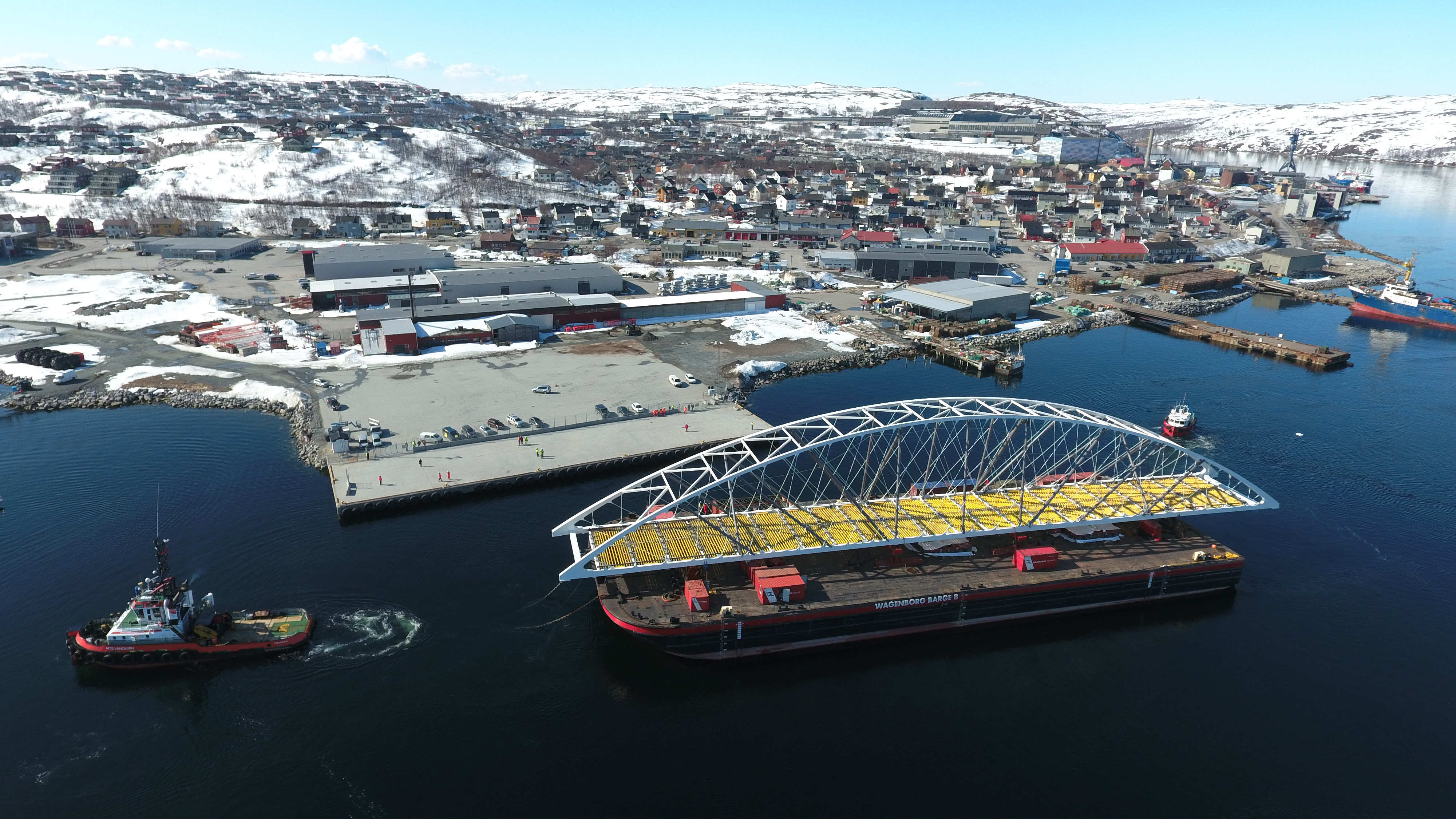
Bøkfjordsbron i Kirkenes i maj 2017.